# Carl Junghans
Carl Friedrich Walter Junghans (7. října 1897 Drážďany – 8. listopadu 1984 Mnichov) byl německý filmový režisér.

## Život
Jeho otec Ferdinand Junghans byl krejčí. Carl Junghans vystudoval humanitní gymnázium a v roce 1916 se přihlásil jako válečný dobrovolník. Při výcviku se zranil a byl z armády propuštěn v roce 1917. Od roku 1918 studoval hudbu a herectví. V roce 1921 hrál v divadle ve Freibergu, poté byl dramaturgem v Drážďanech a Berlíně. Od roku 1923 se pokoušel uspět jako filmový herec, v letech 1924–1925 se živil jako novinář. V letech 1924–1927 a 1929–1930 byl členem komunistické strany Německa.
V letech 1931–1934 pobýval Junghans v Sovětském svazu, ale žádný z jeho námětů zde nebyl schválen k realizaci. V roce 1939 emigroval do USA, odkud se do Německa vrátil 1963 a usadil se v Mnichově.

## Dílo
Působil jako divadelní herec a dramaturg, pracoval také jako novinář a překladatel filmových titulků. Pro komunistickou společnost Prometheus Film natočil dokument Lenin 1905–1928: Cesta k vítězství. V roce 1925 napsal scénář k hranému filmu Takový je život, který nemohl realizovat, dokud mu nedal peníze český herec Theodor Pištěk, který v něm hrál jednu z hlavních rolí. Film byl natočen v Praze roku 1929, účinkovaly v něm také Věra Baranovská a Máňa Ženíšková, vešel do historie jako syrové sociální drama, které předběhlo svou dobu. V roce 1935 natočil Junghans v československo-jugoslávské produkci pokračování nazvané ...a život jde dál..., které už nemělo takový ohlas. Po pobytu v Sovětském svazu natočil v Německu dokumenty Mládí světa (o ZOH 1936) a Hrdina ve Španělsku a filmovou adaptaci románu Hanse Fallady Staré srdce jde do světa, které však byly bez jeho souhlasu upraveny tak, aby vyznívaly v souladu s nacistickou propagandou. V USA vzniknul jeho dokument Monumenty minulosti o životě původních obyvatel Monument Valley. V roce 1975 obdržel cenu Filmband in Gold.